# Ulva (Nouvelle-Zélande)
Pour les articles homonymes, voir Ulva.

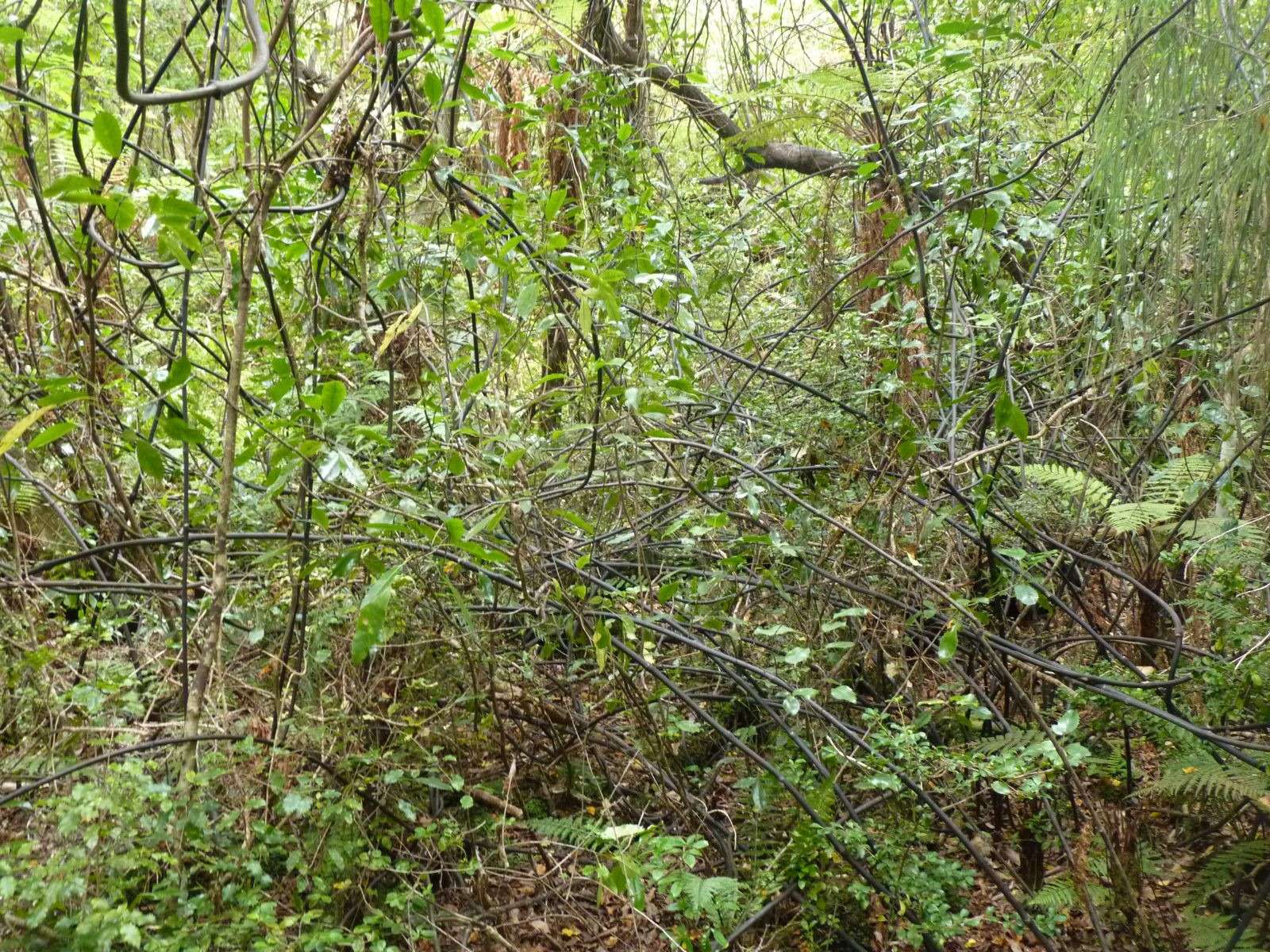
Photo d'une forêt d'Ulva Island

Ulva (en maori de Nouvelle-Zélande : Te Wharawhara), est une île de Nouvelle-Zélande.

## Géographie
Elle mesure environ 3,5 km de long. Elle se situe dans le Paterson Inlet (Whaka a Te Wera en maori), lui-même situé sur l'île Stewart (Rakiura en maori), qui est la troisième île de Nouvelle-Zélande en superficie.
Ulva a un périmètre de 11 km et une surface de 267 hectares, dont la grande majorité fait partie du parc national de Rakiura. Tout autour d’Ulva, une réserve marine de 1 075 hectares a été créée en 2004 et porte le nom de l’île, Ulva Island-Te Wharawhara Marine Reserve.
Ulva s'appelait autrefois Coopers Island.
Une petite partie de l'île (environ huit hectares entre Sydney Cove et Post Office Bay) est une propriété privée. La majorité de l'île est publique et gérée par le Department of Conservation (DoC), dont l'action vise à lui conserver son statut d’île exempte de prédateurs.

## Histoire
Les Maoris de la tribu Ngāi Tahu, la tribu principale de la région sud de l’île du Sud, se rendaient de temps en temps à Ulva pour récolter l’écorce des tōtara, un conifère endémique de la Nouvelle-Zélande. Certains sites où des tōtara ont été abattus sont âgés de 100 à 200 ans et constituent les premières preuves de présence humaine à Ulva Island.
En 1872, Charles Traill y crée le premier bureau de poste à Post Office Bay. Il s'agit du premier bureau de poste dans la région de Stewart Island. Post Office Bay est un point central du Paterson Inlet. Traill peut ainsi prévenir les habitants de l’arrivée du bateau postal en provenance de la ville de Bluff en levant un drapeau. Grâce au bureau de poste, Ulva Island est devenue un lieu de rencontre sociale important pour les habitants de Stewart Island.

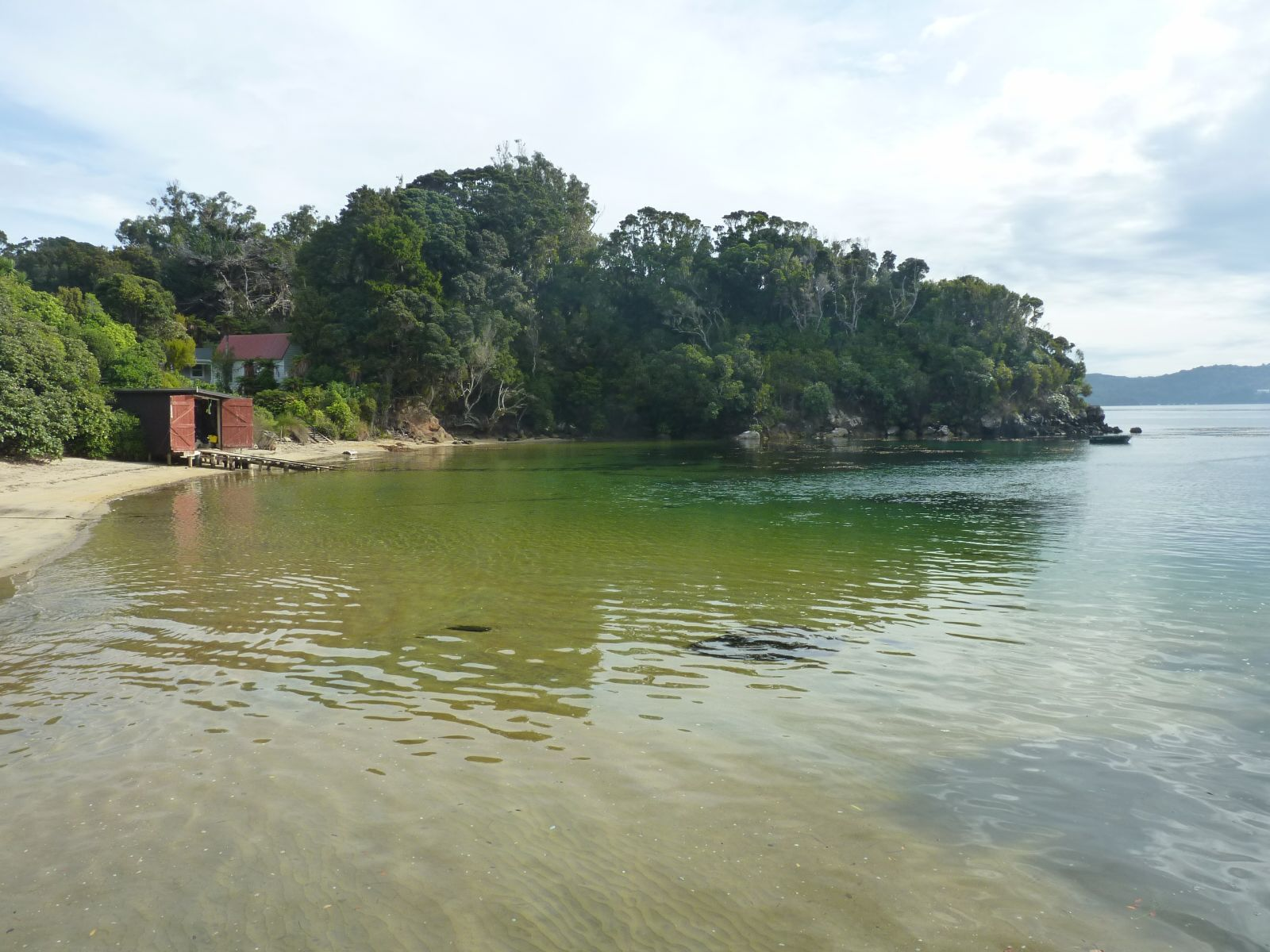
Vue de Post Office Bay sur Ulva Island (Nouvelle-Zélande)

La poste a été transférée en 1923 à Oban, seule ville de Stewart Island qui compte de nos jours un peu moins de 400 habitants. Ulva est restée inhabitée depuis, mais reste accessible aux visiteurs. En effet, dans les années 1880, le Département du tourisme finance des chemins de randonnée sur l’île et Ulva devient en 1922 l’une des premières réserves panoramiques de Nouvelle-Zélande.
L'île est visitée depuis plus d’un siècle et demeure accessible par le ferry en partance d’Halfmoon Bay ou de Golden Bay depuis Stewart Island. Elle ne se visite qu’en journée et il est interdit d'y camper.

## Faune et flore
De nombreuses espèces aviaires endémiques et migratoires peuvent être observées sur l'île tout au long de l'année, comme la Sarcelle de Campbell, le Pluvier roux, le Kākā (un perroquet vivant en forêt), le pingouin du Fiordland, le Mōhua à tête jaune, le Fernbird de Stewart Island, le Weka de Stewart Island, le Robin de Stewart Island, le Cormoran de Stewart Island, le Manchot antipode, le Pluvier à double collier, le Puffin fuligineux, le Xénique grimpeur, le Manchot pygmée, le Kererū (une espèce de pigeon), le Bellbird, le Grimpereau brun, la Mésange Miro, le Fantail, le Kiwi de Stewart Island, le Saddleback de l’île du Sud ou encore la Perruche de Sparrman.

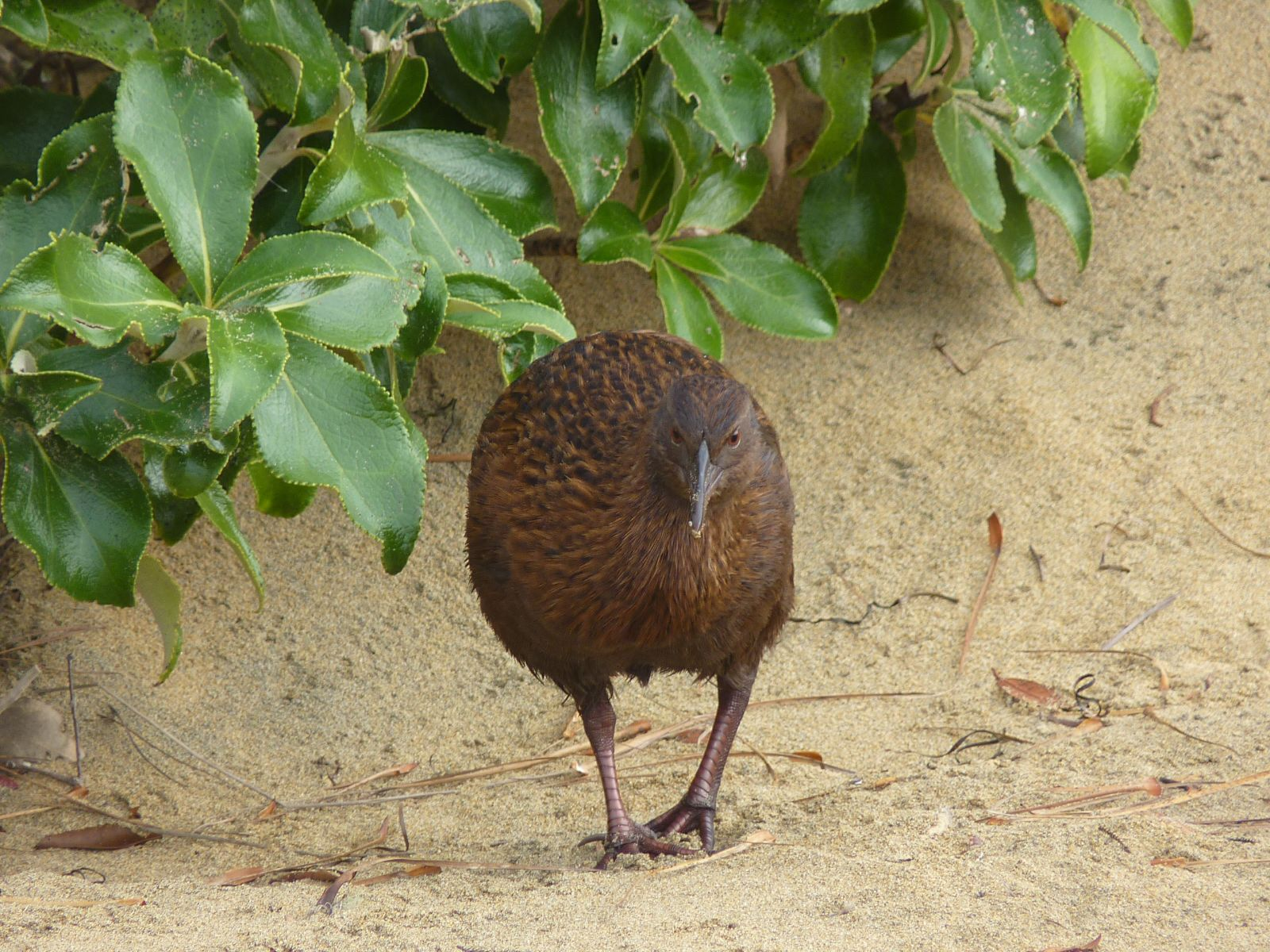
Photo d'un weka sur une plage d'Ulva Island

Outre des oiseaux, il y a aussi de nombreuses espèces de poissons, de reptiles ou d’insectes mais aussi les seules espèces de mammifères endémiques de la Nouvelle-Zélande comme certaines espèces de chauves-souris telle que la chauve-souris à longue queue. Par exemple la Daphné de sable (une espèce de papillon), le Gecko Harlequin, le Jewelled Gecko, le Green Skink, le Skink à petites oreilles et le Southern Skink (trois espèces de lézard), le Gollum Galaxias (une espèce de poisson), le Bully à nageoire rouge, le Kōkopu géant (deux espèces de poisson) ou encore quelques espèces endémiques d’escargots, de mouches ou de scarabées.
Comme Ulva Island a été peu touchée par l’activité humaine, la végétation de l’île est restée dans un état bien conservé, même si elle a aussi été touchée par les espèces invasives (moins que les espèces d’oiseaux, et moins que la végétation en Nouvelle-Zélande en raison de l’absence d’opossums), leur éradication a permis le repeuplement du sous-bois. De plus, la rareté des mauvaises herbes sur Ulva Island a laissé la place à une couverture du sol par différentes espèces de mousses dont certaines sont endémiques.
Autour des zones côtières, Ulva Island a majoritairement des petits arbustes qui font office de tampon avec la mer. Dans les zones plus abritées, il existe un grand nombre de fougères et d’espèces de feuillus. Le Rimu est le plus grand des arbres de l’île, le Tōtara est très connu pour son importance pour les Maoris, mais d’autres arbres comme le Southern rātā ou le Kāmahi peuvent également être observés sur Ulva Island.

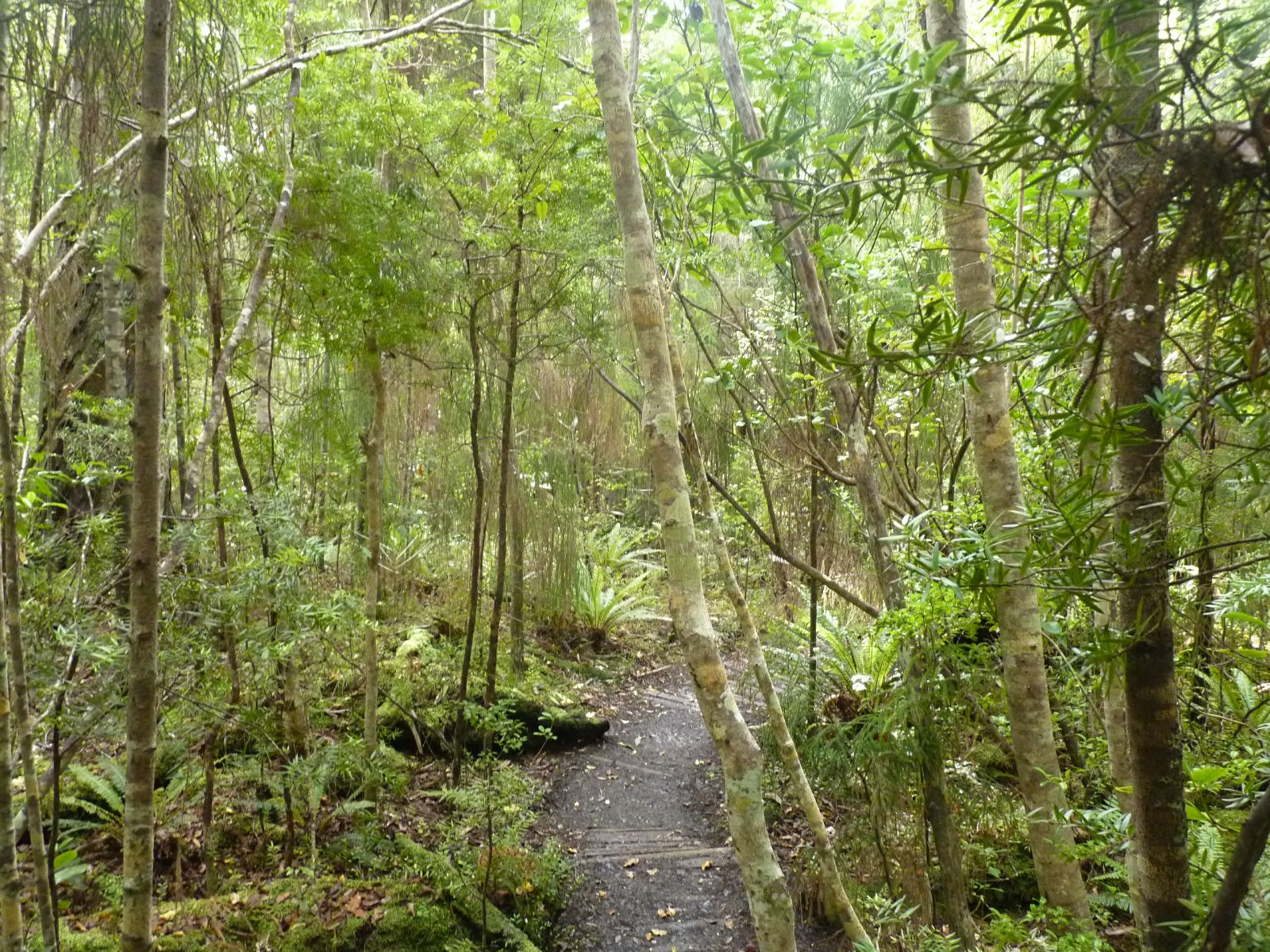
Photo de la forêt primaire à Ulva Island.

Le retour de toute cette faune et flore sur Ulva Island est dû notamment au travail de conservation et de restauration débuté par le DoC en 1992 lors de l’extermination des espèces invasives sur Ulva Island, et les réintroductions d’espèces qui ont suivi.

## Protection environnementale

### Lutte contre les prédateurs importés par l’homme
La Nouvelle-Zélande a souffert de l’introduction de mammifères tels que l’opossum, différentes espèces de rats, de mustélidés (belettes) et de félins.
Des études scientifiques (notamment de John Innes et de Graeme Hill) ont permis d’estimer l’impact de ces différents prédateurs à une perte de 26,6 millions d’œufs et de jeunes oiseaux chaque année pour les espèces d’oiseaux endémiques de la Nouvelle-Zélande. Leur introduction a aussi causé des pertes importantes sur le tourisme et la production primaire du pays ainsi qu’à des dommages importants sur les espèces végétales imputables notamment à l’opossum qui est omnivore.
L’arrivée de l’homme en Nouvelle-Zélande il y a 700 ans a ainsi eu un impact énorme sur les oiseaux en introduisant de nouveaux prédateurs. Aujourd'hui, un quart des espèces d’oiseaux endémiques de Nouvelle-Zélande sont ainsi éteintes.
La Nouvelle-Zélande fait partie des pays insulaires pionniers dans la lutte et l’éradication de ces prédateurs nuisibles, ayant créé dès 1964 des plans d’éradications dans certaines îles au large du pays. La Nouvelle-Zélande distingue en effet ses deux îles principales (l’île du Nord et l’île du Sud) considérées comme le « continent » de toutes les autres petites îles du pays considérées comme les « îles au large du continent ». Le pourcentage de superficie des îles au large sans aucun prédateur importé est ainsi passé grâce aux plans d’éradication de 0,5 % en 1963 à 10 % en 2014. De plus, au vu de leur réussite des plans d’éradication, notamment dans les grandes îles de Stewart Island (au sud de l’île du Sud) et de Great Barrier Island (au large d’Auckland dans le nord du pays), ce pourcentage pourrait dépasser les 50 % d’ici 2025.

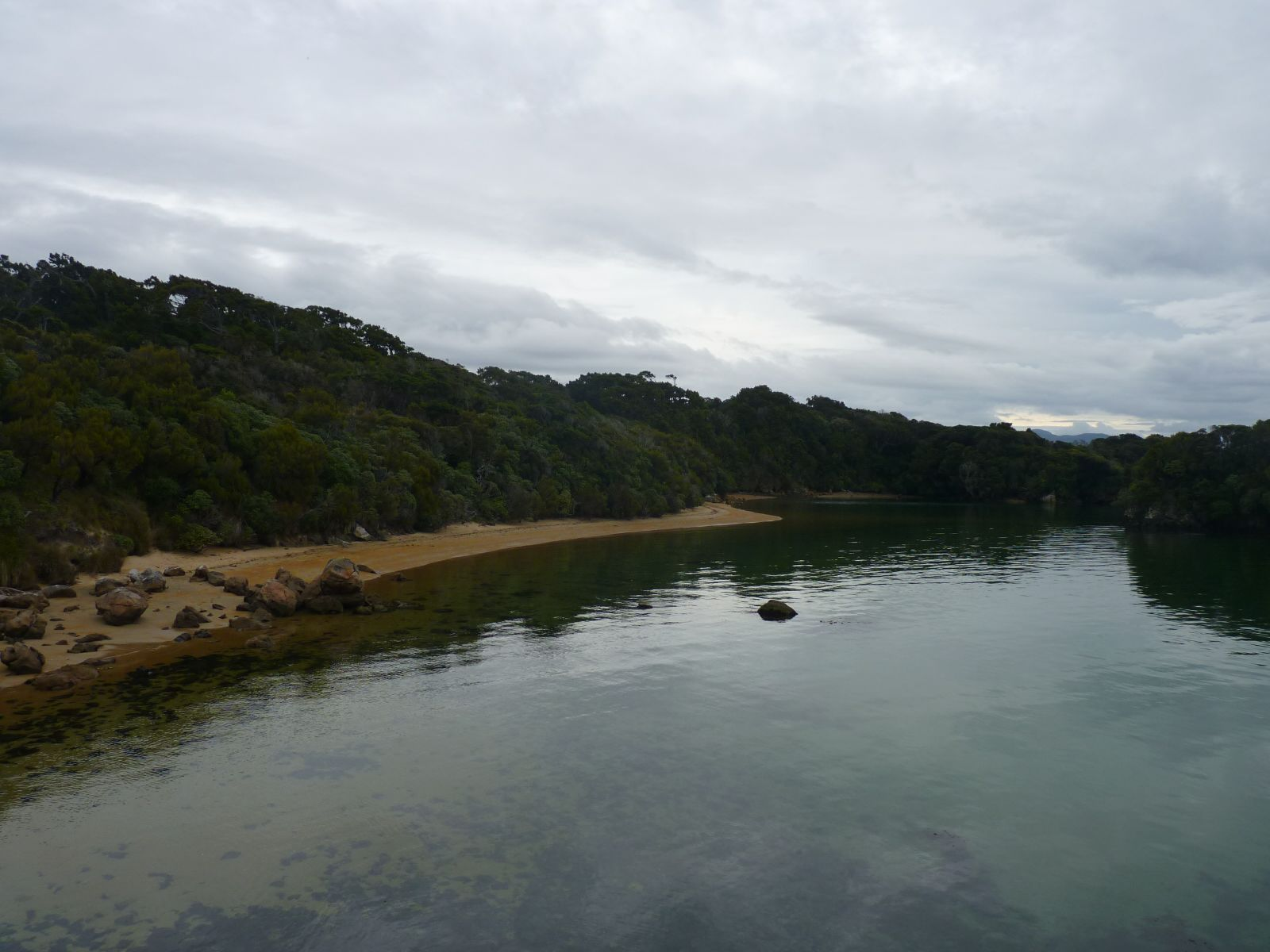
Photo de West End Beach sur Ulva Island

Grâce à sa situation géographique à la fois isolée du continent mais facilement accessible depuis Stewart Island, Ulva Island a été choisie par la Nouvelle-Zélande pour bénéficier d’un plan d’extermination des espèces invasives en 1992. La méthode utilisée dans ce plan est l’utilisation de stations d’appâts contenant du brodifacoum, un produit capable de tuer les rongeurs.
Le DoC a également considéré le plan d’extermination sur Ulva Island comme une opportunité d’apprentissage. Cela lui a permis de tester la densité minimale efficace du point d'appât, les charges minimales d'appât et les approches frontales avant l'application de l'appât. Seulement cinq ans plus tard, en 1997, l’île a été déclarée débarrassée de ses espèces nuisibles et les résultats positifs ont permis au DoC d’améliorer ses futurs plans d’extermination.
Malgré quelques réapparitions d’espèces invasives (notamment d’espèces de rats) durant l’été 1998/1999, en 2006, en 2010, en 2011 ou en 2012, l’île est devenue un refuge pour de nombreuses espèces d’oiseaux menacées, et certaines espèces qui vivent sur Stewart Island (qui a encore des espèces de rats présentes) se servent d’Ulva Island comme lieu de reproduction.

### Découvertes et difficultés rencontrées lors de la réintroduction de certaines espèces d’oiseaux à Ulva Island
Plusieurs études ont été menées par les scientifiques pour voir les résultats de la réintroduction de différentes espèces d’oiseaux. A savoir les travaux de Stephen Oppel et Brent Beaven sur le Robin de Stewart Island publié en 2002 et le Mōhua à tête jaune publié en 2004, ou l’article de Tara Leech, Emma Craig, Brent Beaven, David Mitchell et Philip  Seddon sur le Rifleman (Xénique grimpeur) publié en 2007.
En septembre 2000, 16 Robins de Stewart Island ont été réintroduits à Ulva Island juste avant la saison de reproduction, l’objectif étant de repeupler les Robins dans un de leurs anciens habitats où ils s’étaient éteints à cause des espèces invasives peu de temps après le début du XXe siècle. Un mois après avoir relâché les 16 oiseaux, le DoC n’a réussi à en retrouver que 14, mais seulement 9 étaient encore sur Ulva Island (les deux autres sont supposés morts). Les cinq autres oiseaux ont réussi à revenir dans leur lieu de vie d’origine à Stewart Island, à environ 25 km d’Ulva Island. De plus, 4 autres ont quitté l’île durant la dernière semaine d’octobre sans retourner dans leur lieu de vie d’origine, ce qui fait qu’une petite partie des Robins seulement se sont réellement installés à Ulva Island.

Cette découverte a cependant permis de montrer que les Robins de Stewart Island sont capables de retrouver le chemin de leur foyer sur une distance de plus de 20 km et de franchir des étendues d’eau de 800 mètres, ce qui démontre de bonnes capacités de navigation. Et comme les 20 précédents déplacements de Robin de Stewart Island n’avaient pas eu de retour des oiseaux vers leurs lieu d’origine, cela a entrainé des changements dans la gestion des Robin de Stewart Island qui sont relocalisés après la saison de reproduction, mais aussi dans la relocalisation de juvéniles sans territoire établi. 

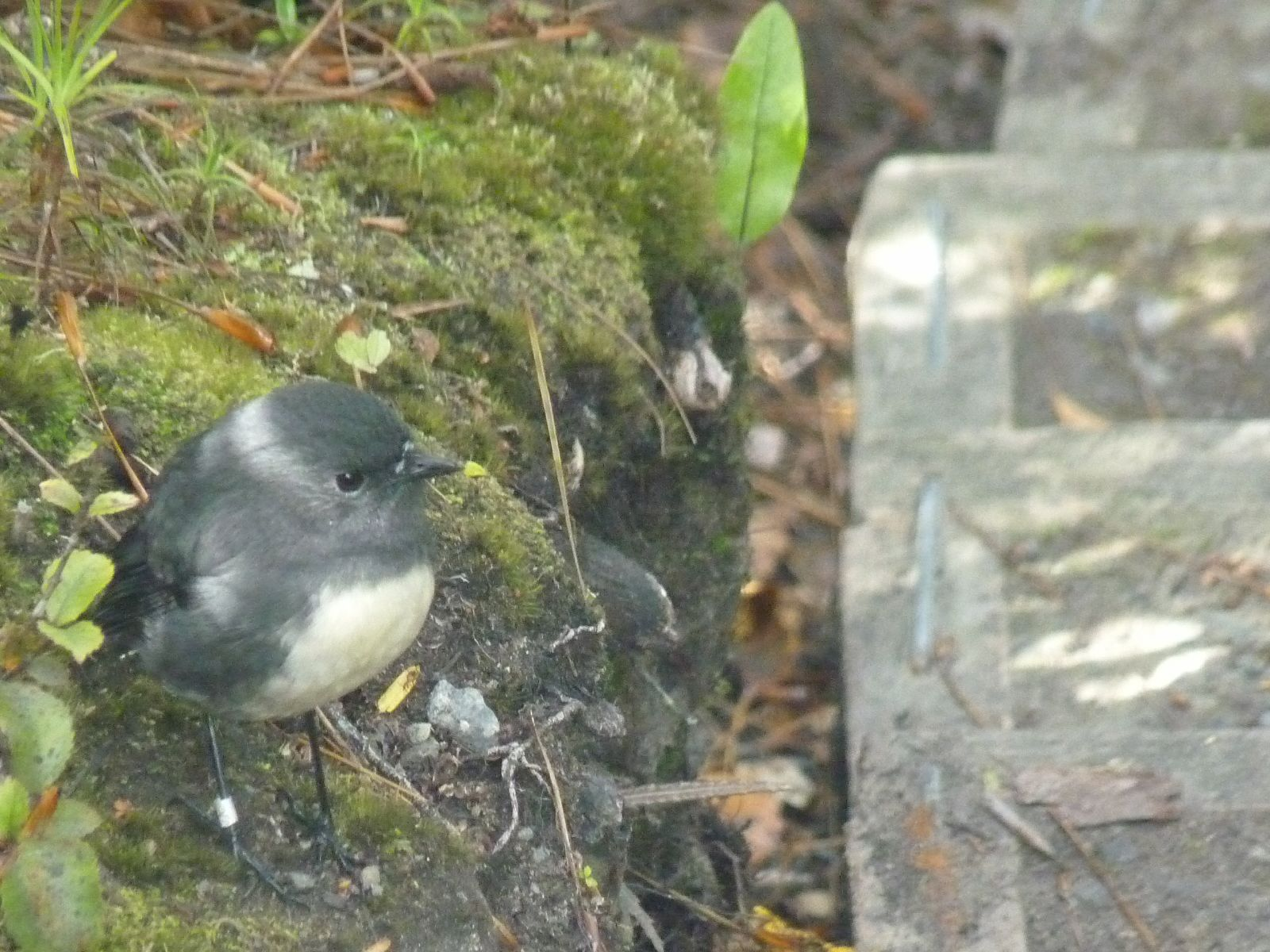
Photo d'un Robin de Stewart Island pris sur Ulva Island

En 2001, 27 Mōhuas à tête jaune, un passereau insectivore qui est endémique de l’île du Sud de la Nouvelle-Zélande et de Stewart Islandont été transférés des Blue Mountains en Otago vers Ulva Island. À cause de la perte d’habitat et des espèces invasives, le Mōhua à tête jaune a disparu de 75 % de son habitat naturel au cours du dernier siècle. Sur les 27 Mōhuas à tête jaune introduits à Ulva Island, 24 ont été retrouvés vivants 4 mois après avoir été relâchés. Autre point positif, les oiseaux se sont dispersés partout sur l’île, parfois en groupe (un maximum de 19 individus se déplaçant ensemble a été observé).
Outre le succès de la réintroduction des Mōhuas à tête jaune, l’autre bonne découverte de cette étude est que cinq d'entre eux ont réussi à joindre Tamihau Island, une île qui est presque entièrement couverte de broussaille et de quelques Ratas (une espèce d’arbre), de 2 hectares, à 800 mètres au sud-ouest d’Ulva Island en décembre 2001. Les cinq oiseaux s'y sont installés , ont survécu à l’hiver et ont réussi à se reproduire durant l’été 2002/2003.
L’établissement d’une colonie de Mōhua à tête jaune sur Tamihau Island est une grosse surprise car l’habitat sur l’île paraissait moins favorable qu’à Ulva Island mais surtout parce que jamais le Mōhua à tête jaune n’avait traversé une telle étendue d’eau (un maximum de 100 mètres environ seulement avait été observé auparavant). Cette étude suggère qu’un échantillon d’îles sans prédateur beaucoup plus important peut être envisagé pour de futurs transferts du Mōhua à tête jaune en vue d’augmenter la population de cet oiseau.
Tara Leech, Emma Craig, Brent Beaven, David Mitchell et Philip Seddon se sont concentrés sur la deuxième réintroduction de Rifleman (Titipounamu en Maori) en Nouvelle-Zélande, qui sont les plus petits passereaux endémiques du pays. À Stewart Island, il n’existait plus qu’une seule population de Rifleman qui se trouvait à Codfish Island. Afin de le repeupler progressivement dans toute la région de Stewart Island, 58 Rifleman ont été capturés à Codfish Island pour être relâchés à Ulva Island en février 2003. Seulement 30 d’entre eux ont pu être relâchés à Ulva Island en raison d’un fort taux de mortalité durant le transfert.
Durant la première saison de reproduction en octobre-décembre 2003, 22 Rifleman ont été identifiés. Lors de la seconde saison de reproduction en octobre-décembre 2004, 17 Rifleman ont été identifiés et quatre n’ont pas été identifiés formellement, ce qui donne un taux de survie très élevé (entre 77 et 95 %). Les couples de passereaux ont eu environ 30 petits durant la première saison de reproduction en octobre-décembre 2003, et entre 16 et 20 juvéniles ont survécu à leur première année pour atteindre l’été 2004/2005, ce qui est très supérieur au taux de survie d’un jeune Rifleman dans des aires où des prédateurs sont présents : seulement 14 à 23 % des Rifleman survivent à leur première année. De plus, alors que les 10 couples de Rifleman relâchés en février 2003 ont construit leur nid proche du lieu où ils ont été relâchés, les jeunes Rifleman se sont éparpillés plus loin dans l’île pour couvrir la majeure partie d’Ulva Island pour un total de 19 territoires de Rifleman observés.
Contrairement au Mōhua à tête jaune et au Robin de Stewart Island vus précédemment, le Rifleman est resté exclusivement sur Ulva Island les années suivant son transfert. Le succès de sa réintroduction à Ulva Island a permis d’améliorer le transfert et le relâchement des petits passereaux en général : ne pas les mettre dans des cages proches les unes des autres ou les capturer après leur pic de consommation par exemple (deux améliorations permettant de réduire la mortalité lors d’un transfert).

### Risques liés à la réintroduction d’espèces invasives et aux plans d’extermination à base de poison
Ulva Island est seulement séparée de Stewart Island et des potentiels prédateurs qui y vivent par une étendue d’eau de distance minimale de 800 mètres. Or, nombreux sont les prédateurs qui sont aussi de bons nageurs. Certaines hermines qu’on trouve en Nouvelle-Zélande peuvent ainsi nager sur une distance d’environ 3 km sans s’arrêter, ce qui indique qu’Ulva Island est dans une zone potentielle de réinvasion. Ceci d’autant plus qu’on estime que le rat norvégien a été détecté en train de franchir l’étendue d’eau séparant Ulva Island de Stewart Island une fois par an en moyenne entre 1997 et 2007. Cette crainte s’est d’ailleurs matérialisée en 2010 avec l’établissement d’une petite colonie de rats sur Ulva Island.
Le DoC avait pourtant mené une étude de cas en 2002 en relâchant des rats norvégiens mâles castrés et marqués dans l’eau à proximité de la côte d’Ulva Island. Les deux ont rapidement rejoint la côte mais se sont fait attraper par les pièges avec appâts, respectivement au bout de 3 et 5 jours. De manière générale, d’autres études dans d’autres îles de Nouvelle-Zélande montrent que les espèces de rats passent en moyenne deux semaines à visiter l’île avant de s’installer définitivement dans leur nouveau territoire, ce qui est une des raisons pour laquelle le DoC place un nombre assez limité de pièges empoisonnés sur l’île mais ils restent présents un peu partout dans Ulva Island.
De plus, la méthode d’extermination utilisée à Ulva Island, à savoir des appâts empoisonnés, n’est pas sans risque pour les populations d’oiseaux présents, comme le montre une étude de Bryce Masuda et Ian Jamieson de l’Université d’Otago. Les deux scientifiques ont étudié l’impact d’un de ces plans d’extermination sur la taille de la population et le taux de survie d’une espèce réintroduite à Ulva Island à la fin des années 1990, le Stewart Island Robin. Lors de l’invasion de rats de 2011 à Ulva Island, la population de Robins est passée de 432 à 296 adultes au cours de la saison de reproduction de 2011, soit une diminution de la population de 31,5 %. Cependant, le taux de survie des Robins est à peine inférieur à la moyenne avant la mise en place d’appâts empoisonnées, ce qui laisse penser que les rats ne sont pas la seule cause de cette baisse brutale de la population de Robins. À l’inverse, la plus grande partie de la baisse de la population a eu lieu juste après la dispersion sur l’île des appâts, ce qui suggère fortement que le Robin a été une grosse cible non désirée du plan d’extermination des rongeurs.